# Воллин (Флеминг)
Волли́н (нем. Wollin) — община в Германии, в земле Бранденбург.
Входит в состав района Потсдам-Миттельмарк. Подчиняется управлению Цизар. Население составляет 909 человек (на 31 декабря 2010 года). Занимает площадь 27,71 км².
| Год  | Население |
| ---- | --------- |
| 2005 | 974       |
| 2010 | 911       |